# Vodnjak Veli
Vodnjak Veliki (Veli) nenaseljeni je otočić u hrvatskom dijelu Jadranskog mora. Pripada skupini Paklenih otoka.
Njegova površina iznosi 0,253 km². Dužina obalne crte iznosi 2,68 km.

## Vanjske poveznice
|  | Zajednički poslužitelj ima još gradiva o temi Vodnjak Veli |